# Bryson (Texas)
Bryson es una ciudad ubicada en el condado de Jack en el estado estadounidense de Texas. En el Censo de 2010 tenía una población de 539 habitantes y una densidad poblacional de 146,04 personas por km².

## Geografía
Bryson se encuentra ubicada en las coordenadas 33°9′56″N 98°23′20″O / 33.16556, -98.38889. Según la Oficina del Censo de los Estados Unidos, Bryson tiene una superficie total de 3.69 km², de la cual 3.41 km² corresponden a tierra firme y (7.65%) 0.28 km² es agua.

## Demografía
Según el censo de 2010, había 539 personas residiendo en Bryson. La densidad de población era de 146,04 hab./km². De los 539 habitantes, Bryson estaba compuesto por el 90.72% blancos, el 1.3% eran afroamericanos, el 0.56% eran amerindios, el 0% eran asiáticos, el 0.19% eran isleños del Pacífico, el 3.71% eran de otras razas y el 3.53% pertenecían a dos o más razas. Del total de la población el 9.46% eran hispanos o latinos de cualquier raza.